# Marinette (loá)
No vodu haitiano, Marinette ou Mariazinha é uma loá viciosa e cruel.
Marinette é representada por uma coruja Chouette effraie ou Otus asio, e é frequentemente vista como a protetora de lobisomens.
O seu duplo Católico é a Anima Sola quem pode libertar um da escravidão ou puxá-lo de volta. O seu nome é também Marinette Bwa Chech, que traduz para Marinette dos Braços Secos que sugerem que ela seja esquelética. As suas cores são o sangue preto e profundo vermelho. Os seus oferecimentos são porcos pretos e os galos pretos depenados vivos. 
Marinette foi elevada a um loá depois da sua morte. Acredita-se que ela é a Mambo quem sacrificou o porco preto culminando com o início da primeira Revolução Haitiana na cerimônia de Bois-Caiman. Enquanto ela é temida e tende a montar os cavalos violentamente, ela também pode ser vista como aquela que liberta a sua gente da escravidão.